# 蒙莱翁马尼奥阿克
蒙莱翁马尼奥阿克（法語：Monléon-Magnoac，法語發音：[mɔ̃leɔ̃ maɲɔak]）是法国上比利牛斯省的一个市镇，位于该省北部，属于塔布区。

## 地理
蒙莱翁马尼奥阿克（43°15'5"N, 0°31'6"E）面积19.66 平方千米，位于法国奧克西塔尼大區上比利牛斯省，该省份为法国西南部内陆省份，北至热尔省，西接大西洋比利牛斯省，南与西班牙接壤，东临上加龙省。
与蒙莱翁马尼奥阿克接壤的市镇（或旧市镇、城区）包括：阿里-埃斯佩南、布德拉克、阿尔内、巴佐尔当、科布、锡佐斯、德韦兹、戈桑、拉朗、拉萨勒、蒙隆、维勒米尔。

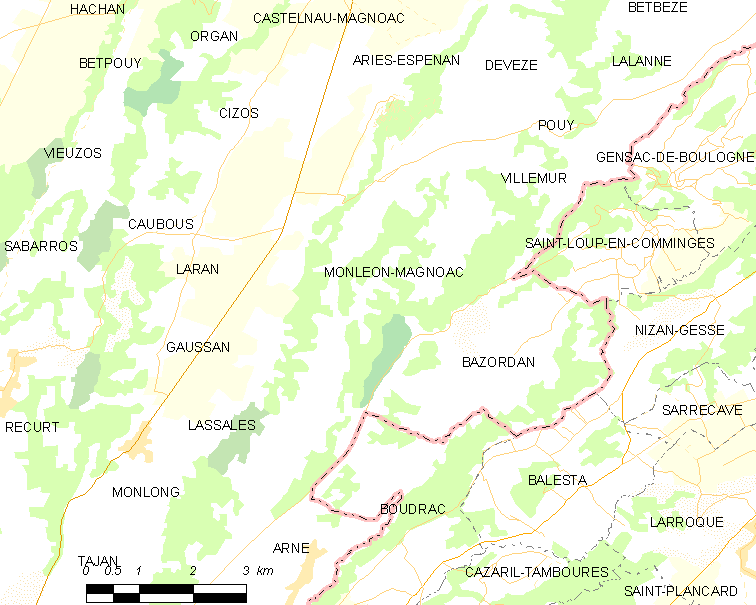
蒙莱翁马尼奥阿克的OSM定位图

蒙莱翁马尼奥阿克的时区为UTC+01:00、UTC+02:00（夏令时）。

## 行政
蒙莱翁马尼奥阿克的邮政编码为65670，INSEE市镇编码为65315。

## 政治
蒙莱翁马尼奥阿克所属的省级选区为山丘县。

## 人口

1962-2008年间蒙莱翁马尼奥阿克人口变化图示

蒙莱翁马尼奥阿克于2022年1月1日时的人口数量为408人。